# Wilhelm Arndt
Wilhelm Ferdinand Arndt (født 27. september 1838 i Lobsens i provinsen Posen, død 10. januar 1895 i Leipzig) var en tysk historiker.
Arndt studerede historie i Göttingen under Georg Waitz. Han blev 1875 docent och 1876 ekstraordinær professor i historie ved Leipzigs Universitet samt 1894 professor i historiske hjælpevidenskaber sammesteds. Siden 1862 var han medarbejder i "Monumenta Germaniæ historica" og udgav i denne kildeskriftsamling blandt andet Gregor af Tours' værker. En frugt af hans palæografiske studier er to hæfter meget brugte Schrifttafeln zur Erlernung der lateinischen Paläographie (1874–78; 3. udgave 1897–98). Arndt var også kender af Johann Wolfgang von Goethe.